# Kremsmauer
Die Kremsmauer gehört mit der höchsten Erhebung von 1604 m ü. A. zum Gebirgszug der nördlichen Voralpen in Oberösterreich. 
Sie liegt zwischen dem Almtal, dem Kremstal und dem oberen Steyrtal. 
Angrenzende Gemeinden sind Klaus mit der Ortschaft Steyrling, Grünau, Micheldorf und Steinbach am Ziehberg.
An Fuß der Wand, auf der Nordostseite, entspringt die Krems im Kremsursprung.
Der südöstliche Ausläufer der Kremsmauer ist die Kirchmauer, mit dem Brennet (1249 m ü. A.) als Gipfel. Die nordwestliche Fortsetzung, dem Törl (1457 m ü. A.) angrenzend, heißt Falkenmauer (Hauptgipfel 1569 m ü. A.). Am Kamm zwischen Hauptgipfel und Törl befindet sich der Tripelpunkt Alm–Krems–Steyr (ca. 1550 m ü. A.), die ersten beiden Flüsse gehen zur Traun, der letztere zur Enns.

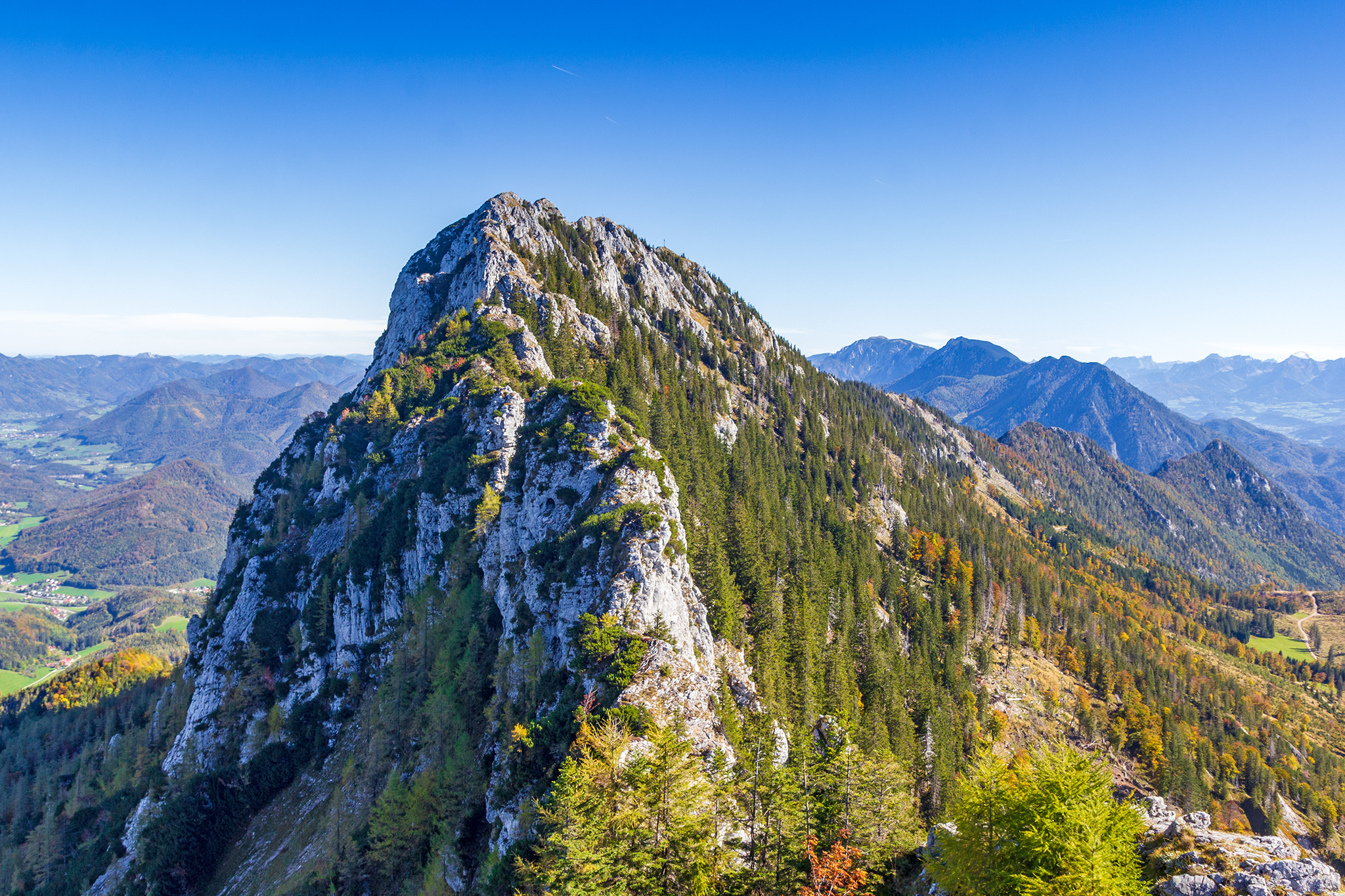
Kremsmauer, gesehen von der Törlspitze (1510 m)
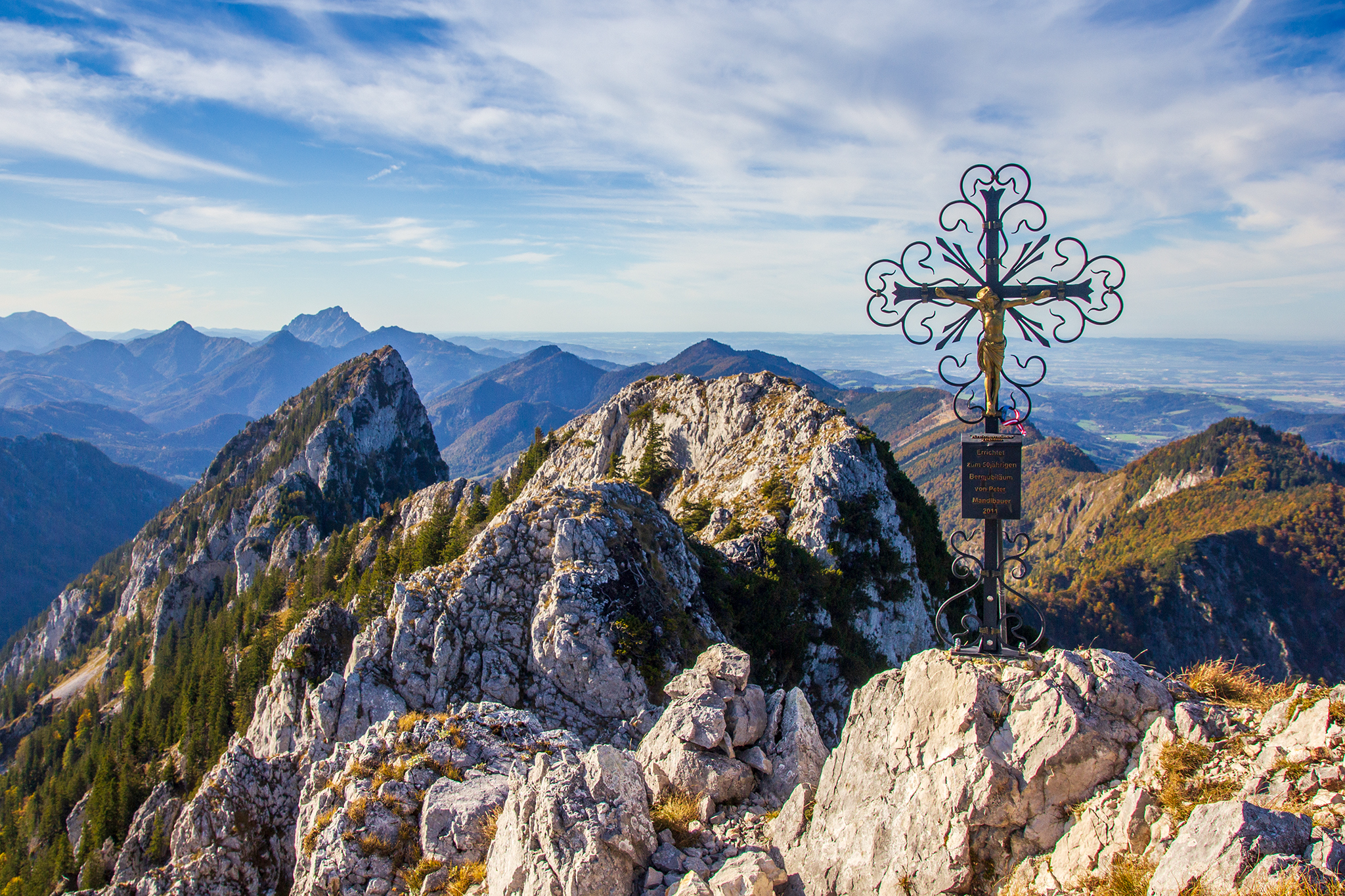
Gipfelkreuz der Kremsmauer (1604 m)
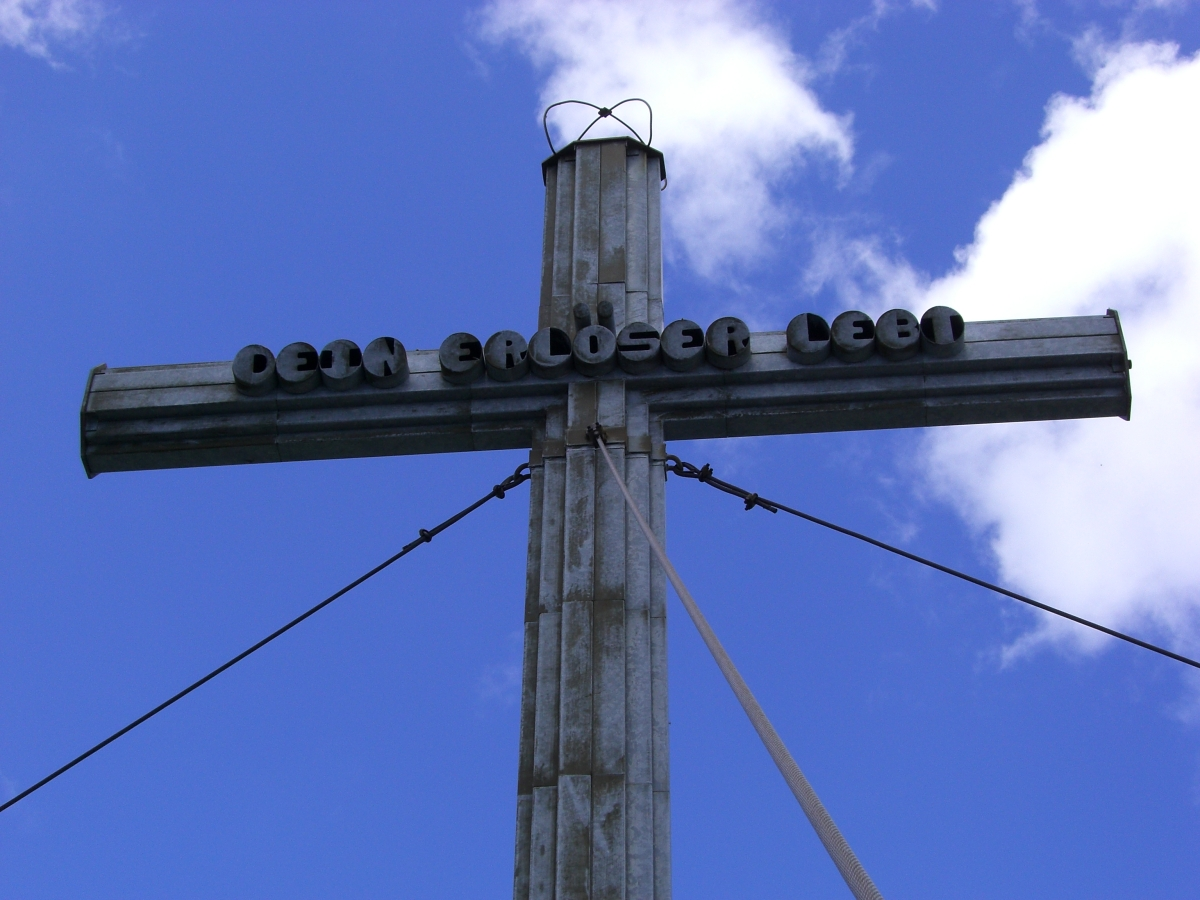
Gipfelkreuz der Pyramide (1599 m), einem Nebengipfel der Kremsmauer
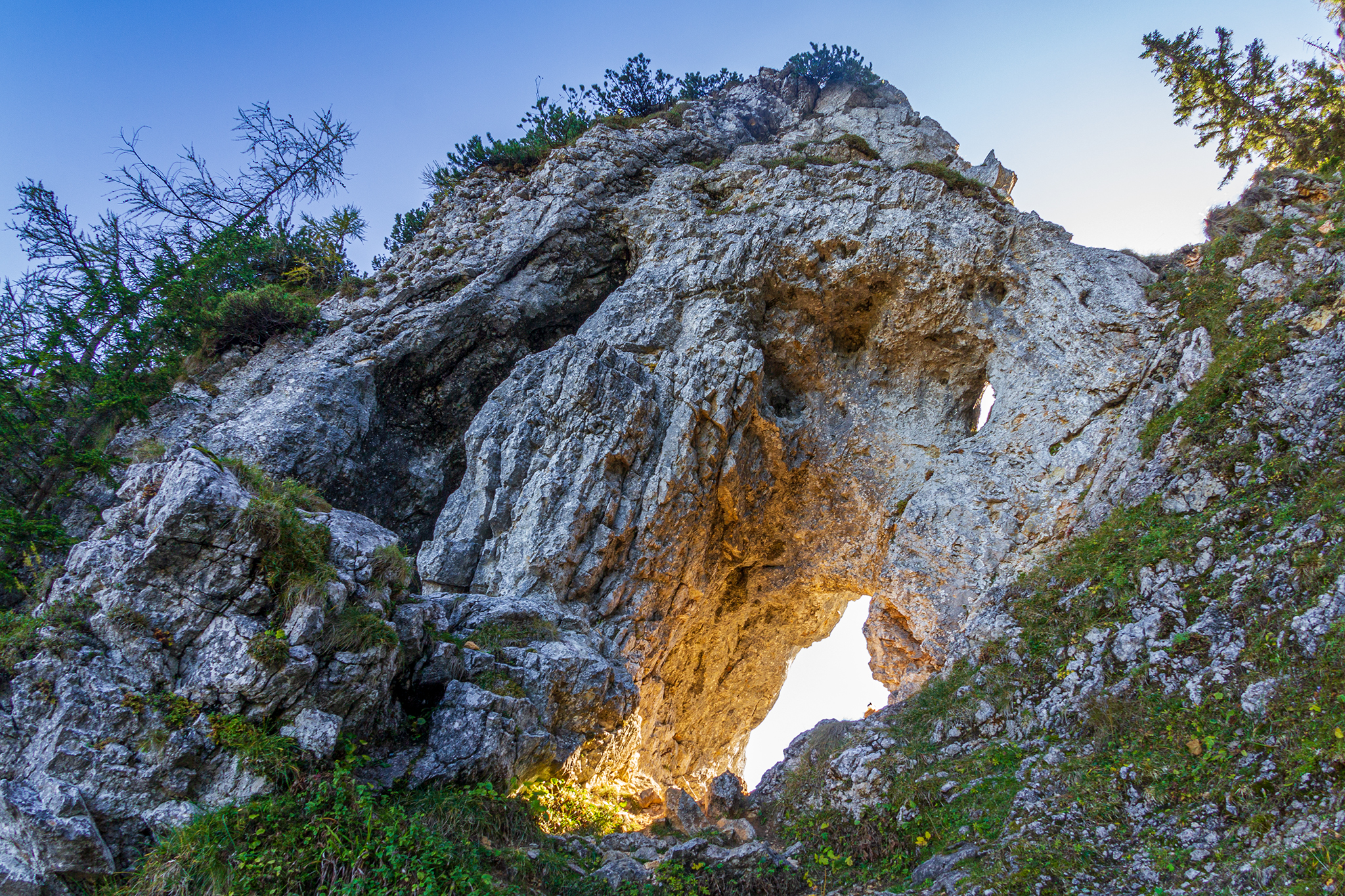
Das Törl, ein Felsentor zwischen Kremsmauer und Falkenmauer

## Nachweise
- Gerald Radinger: Nationalpark Kalkalpen. Die schönsten Touren zwischen Enns und Steyr. 2. Auflage, Verlag Kral, Berndorf 2012, ISBN 978-3-99024-066-3, S .o.A.